# Agía Paraskeví Lamiéon
Agía Paraskeví Lamiéon (Agia Paraskevi Lamieon) är en ort i Grekland.   Den ligger i prefekturen Fthiotis och regionen Grekiska fastlandet, i den centrala delen av landet, 150 km nordväst om huvudstaden Aten. Agía Paraskeví Lamiéon ligger 51 meter över havet och antalet invånare är 922.
Terrängen runt Agía Paraskeví Lamiéon är kuperad norrut, men söderut är den platt.  Närmaste större samhälle är Lamia, 4,9 km väster om Agía Paraskeví Lamiéon. Trakten runt Agía Paraskeví Lamiéon består till största delen av jordbruksmark.